# ウォーターマン

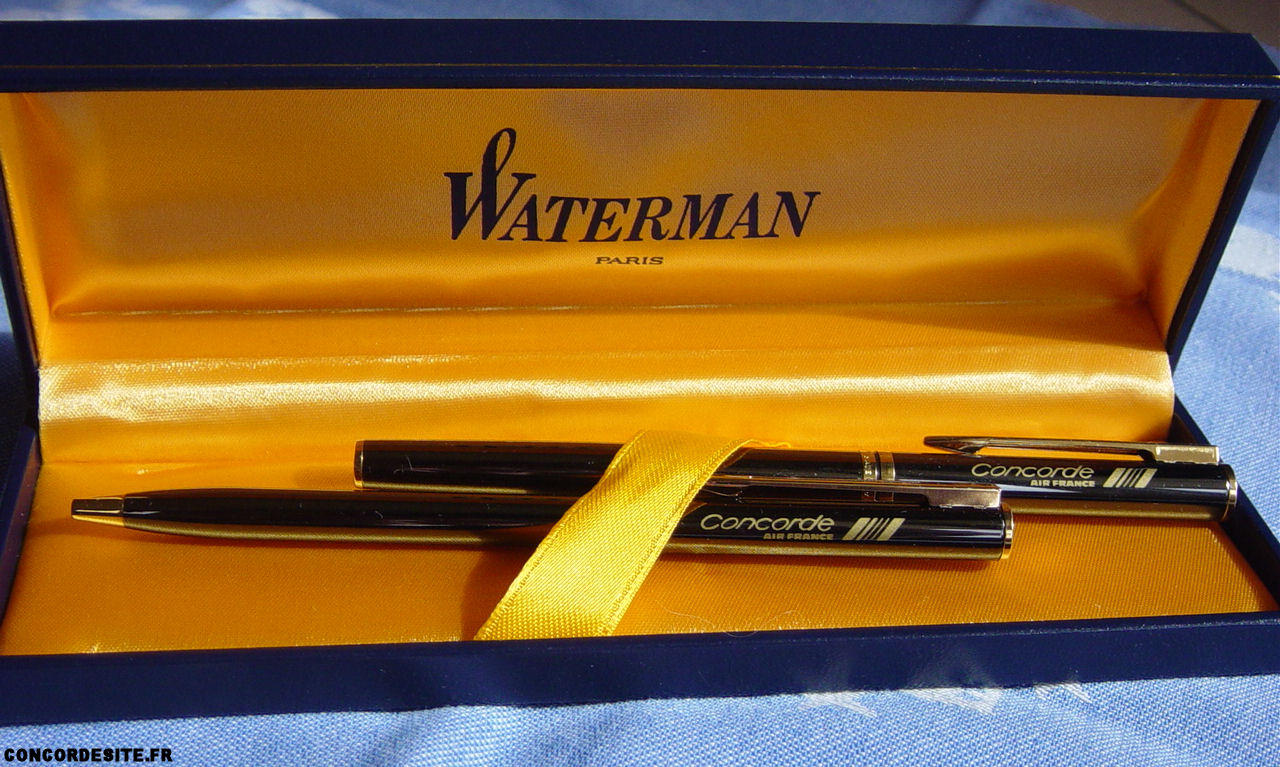
エールフランスのコンコルド用に作られたペン

ウォーターマン (Waterman) は、世界で最初に毛細管現象を利用したペン先を開発し、それを万年筆に取り入れたメーカー。毛細管現象を利用したペン先はその後、万年筆の常識となり万年筆業界に革命を起こした。元はアメリカにあった。アメリカ法人は倒産したが、フランスでは存続しブランド名を受け継いだ。名前の由来はこの会社のアメリカ人創始者、ルイス・エドソン・ウォーターマンから来ている。フランス語読みに倣ってワテルマンと呼ばれる事もある。ポツダム宣言のサインにもウォーターマンの万年筆が使用された。
現在はホームページでも記載しているが、アメリカの歴史より「フランスの誇り」を大切にしており、ブランドの根源をパリとしている。
また、ペンを単なる「書く道具」 だけではなく「自己表現のためのツール」として昇華するよう、世界的に有名な美術館から文学までパリの豊かな文化を積極的に取り入れて、ペン先等の装飾に反映させている。
なお、アメリカ法人が存在していた頃、同じく万年筆を扱う別のウォーターマン社がアメリカに存在していた。こちらのウォーターマンはアーナー・アレン・ウォーターマンが社名の由来で、L.E.ウォーターマンとは全くの別会社であり、通称「A.A.Waterman」と呼ばれ区別される。「A.A.ウォーターマン」の一部万年筆には、「Not connected with L.E.WATERMAN co.(L.E.ウォーターマンとは無関係です)」と刻印が入っている。

## 沿革

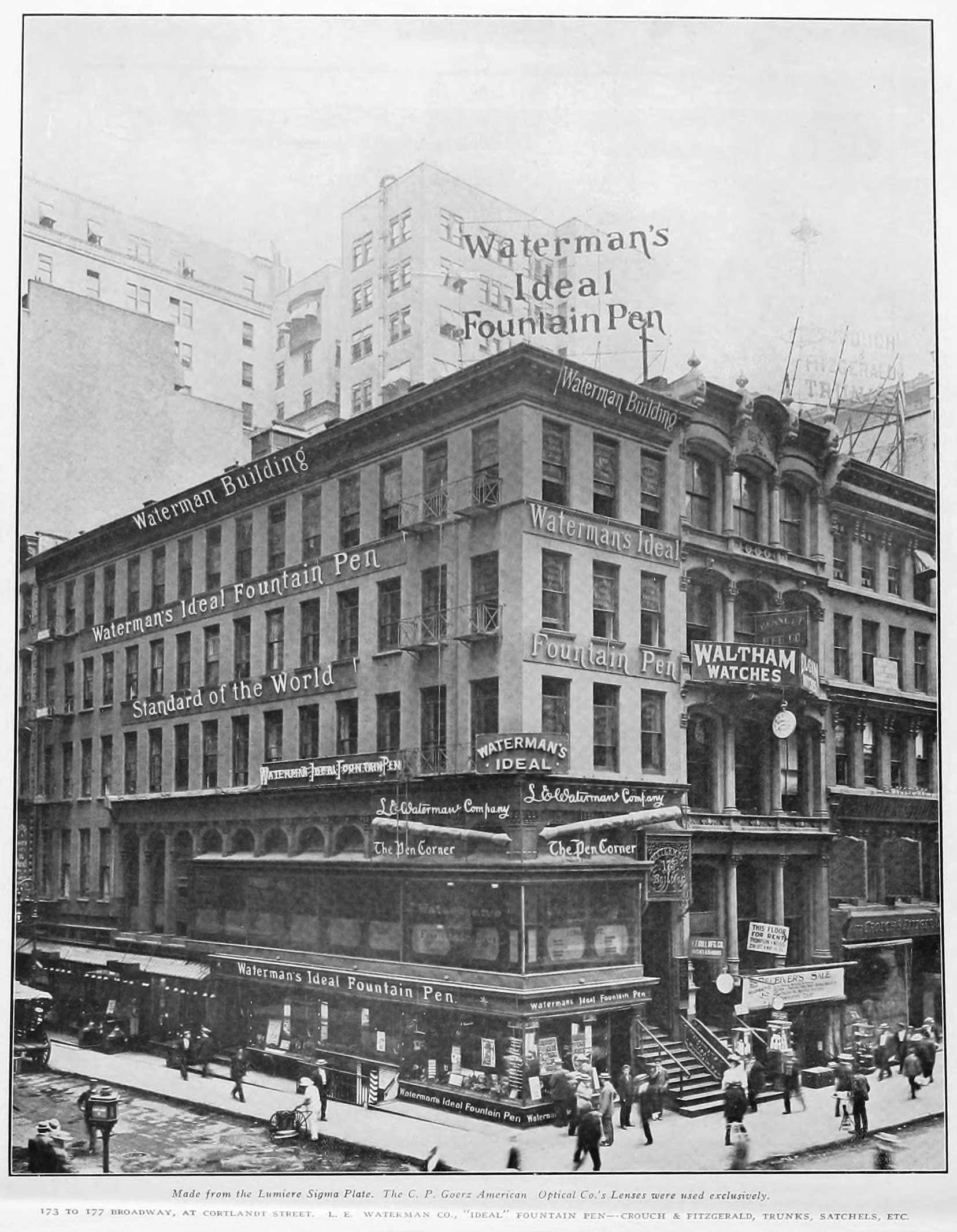
マンハッタンにあった工場

ニューヨークで保険外交員をしていたウォーターマンは、ある大口契約を取り交わす席で、万全を期して新品のペンを用意していた。ところがそのペンからインクが漏れ、重要な契約書を汚してしまう。ウォーターマンが大急ぎで新しい契約書を持って来たときには既に、ライバル会社と契約を結んだ後だった。この苦い経験が、ウォーターマンに毛細管現象を用いた万年筆を開発させたのである。その1号が「ザ・レギュラー」で、1883年に発売。他にも世界初、グリップ付のキャップを発売をするなどの実績もある。現在はサンフォード社の傘下に入っている。（パーカーと同様）
| 年（西暦） | 事項 |
| ---------- | --- |
| 1883年     | 世界で初めて毛細管現象を応用した「ザ・レギュラー」を発売。                                                            |
| 1884年     | 「Ideal Pen Company」を創業。                                                                                         |
| 1888年     | 社名を「LE WATERMAN」に変更。                                                                                         |
| 1899年     | 「スプーン・フィールド」供給システムを開発。                                                                          |
| 1900年     | 「ウォーターマン」のペンがパリ国際博覧会で金賞を受賞。                                                                |
| 1904年     | 世界初のクリップ付きのキャップを開発。 インク漏れが減ったことでペンが携帯品となる。                                   |
| 1913年     | レバーを使ったインク補充システムを発表。                                                                              |
| 1926年     | Jules Isidore Fagardが「Jif-WATERMAN」を設立。 フランスでも「ウォーターマン」の製作が開始される。                     |
| 1927年     | 「Jif-Waterman」の技術者、M.Perraudがガラス製のインクカートリッジを開発。                                             |
| 1953年     | 「CF」ロケットの流線型からインスピレーションを得て誕生。 「ウォーターマン」の特長的なウィンドウクリップを初めて採用。 |
| 1967年     | フランス ナントに「Saint-Herblain」工場を設立。                                                                       |
| 1983年     | 「ル・マン100」が創業100年となるこの年に発売され、後にマスターピースとなる。                                          |
| 1987年     | 「レディ・エルザ」、「レディ・パトリシア」を発売。                                                                    |
| 1990年     | 「エキスパート」を発売。                                                                                              |
| 1994年     | 「メトロポリタン」を発売。                                                                                            |
| 1997年     | 「カレン」を発売。 |
| 1999年     | 「ウォーターマン・セレニテ」を発売。                                                                                  |
| 2000年     | 「イシ・エ・ラ」を発売。                                                                                              |
| 2001年     | ニューウェル・ラバーメイドグループへ。                                                                                |
| 2003年     | 「オーダス」を発売。                                                                                                  |
| 2004年     | 「パースペクティブ」を発売。                                                                                          |
| 2008年     | 「エクセプション」を発売。                                                                                            |
| 2009年     | 「ウォーターマン・エレガンス」を発売。                                                                                |

## 製品
- エクセプション　… ユニークなスクエア型ボディのエレガンススタイル
- カレン　…　高級感を打ち出されたスタイル。ペン先が特徴的なシリーズ
- パースペクティブ　…　幾何学的な都市の景観にインスピレーションを得た、フランスらしい美しいデザイン
- エキスパート　…　自信と威厳に満ち溢れたデザイン
- メトロポリタン　…　厳選の最新カラーなどを利用したスタイリッシュなシリーズ

ペン先は万年筆とボールペンのどちらからか選べる。シリーズにより万年筆だけのものもある。
上記シリーズの万年筆やボールペンの他、インクも販売している。

## 正規取扱店
2019年9月現在で日本では211店舗ある。
独立店ではなく百貨店などの中に店を構えたり、コーナーでの取り扱いにて販売している。
修理については、店舗に依って受付可否が変わる。
店舗検索は公式ホームページで可能であり、世界中の店舗を検索する事が可能である。

## 営業
万年筆、シャープペンシル、ボールペン、その他文具の製造、発売。